# Andre Marriner
Andre Marriner (Birmingham, Inglaterra; 1 de enero de 1971) es un árbitro profesional inglés con sede en Sheldon, West Midlands. Es miembro de la Birmingham County Football Association.
En 2005, Marriner fue promovido a la lista de Select Group Referees que ofician principalmente en la Premier League. También fue árbitro de la FIFA entre 2009 y 2017. En mayo de 2013 dirigió la final de la FA Cup, el más alto honor nacional para un árbitro en Inglaterra.

## Trayectoria

### Inicios como árbitro
Marriner comenzó a arbitrar en 1992, por casualidad cuando se le pidió que cubriera a un árbitro que no se presentó para un partido local, y avanzó a través de la Birmingham Amateur Football League y la Southern Football League para convertirse en árbitro asistente de la Football League en el 2000.
Fue incluido en la lista de árbitros de la Football League en 2003, y dirigió su primer encuentro en la Premier League el 13 de noviembre de 2004, una victoria del Charlton Athletic por 4-0 en casa sobre el Norwich City.

### Como profesional
Marriner fue promovido al Select Group de árbitros profesionales en 2005. En el mismo año, arbitró la final de la FA Youth Cup entre el Southampton e Ipswich Town, este último ganó 3-2.
Fue nombrado cuarto oficial para el partido de la FA Community Shield de 2008, que ganó el Manchester United, quien derrotó al Portsmouth en penales luego de un empate 0-0 en tiempo normal. Peter Walton fue el árbitro.
En diciembre de 2008, se anunció que Marriner, a la edad de 37 años y junto con Stuart Attwell, de 26 años, sería invitado a unirse a la lista de árbitros internacionales de la FIFA para 2009. Marriner fue convocado para oficiar en la clasificación élite para el Campeonato Europeo de la UEFA Sub-19 de 2009 donde dirigió el empate 1–1 de Noruega con Rumania en Saint-Lô, y la derrota de 3-0 de Rumania ante Francia, también en Saint-Lô.
Fue nombrado para la final de los play-offs de la Football League Championship de 2010 entre Blackpool y Cardiff City en el Estadio de Wembley. Blackpool ganó el partido 3–2, los cinco goles se marcaron en la primera mitad, asegurando el regreso del club a la Premier League por primera vez desde 1970. Marriner no emitió ninguna tarjeta durante el partido.
En un encuentro entre el Arsenal y el Liverpool en abril de 2011, Marriner otorgó en particular el último penal de la historia de la Premier League. El partido fue sin goles hasta que Marriner otorgó al Arsenal un penal en el séptimo minuto de la segunda mitad del tiempo extra, y cuatro minutos más tarde otorgó un segundo penalti al Liverpool. Ambos se convirtieron, el último en el minuto 102, que también se convirtió en el último gol de la Liga.
En mayo de 2013, arbitró la final de la FA Cup entre el Manchester City y Wigan Athletic en el estadio de Wembley. Marriner describió la cita como un "gran honor". Wigan ganó la final 1-0, con un gol de Ben Watson en tiempo de descuento. Marriner expulsó a Pablo Zabaleta del City seis minutos antes del tiempo final por segunda tarjeta amarilla.

## Estadísticas
| Temporada | Partidos | Total | por juego | Total | por juego |
| --------- | -------- | ----- | --------- | ----- | --------- |
| 2002–03   | 10       | 33    | 3.30      | 5     | 0.50      |
| 2003–04   | 27       | 70    | 2.59      | 8     | 0.30      |
| 2004–05   | 37       | 80    | 2.16      | 10    | 0.27      |
| 2005–06   | 28       | 76    | 2.71      | 7     | 0.25      |
| 2006–07   | 32       | 96    | 3.00      | 5     | 0.15      |
| 2007–08   | 37       | 112   | 3.02      | 6     | 0.16      |
| 2008–09   | 33       | 108   | 3.20      | 7     | 0.21      |
| 2009–10   | 37       | 115   | 3.11      | 10    | 0.27      |
| 2010–11   | 38       | 131   | 3.48      | 5     | 0.13      |
| 2011–12   | 28       | 92    | 3.29      | 5     | 0.18      |
| 2012–13   | 38       | 122   | 3.21      | 8     | 0.21      |